# Eupelmus hemixanthus
Eupelmus hemixanthus är en stekelart som beskrevs av Perkins 1910. Eupelmus hemixanthus ingår i släktet Eupelmus och familjen hoppglanssteklar. Inga underarter finns listade i Catalogue of Life.